# Gmina Ostroróg
Die Gmina Ostroróg ist eine Stadt-und-Land-Gemeinde im Powiat Szamotulski der Woiwodschaft Großpolen in Polen. Ihr Sitz ist die gleichnamige Stadt (deutsch Scharfenort) Stadt mit etwa 1900 Einwohnern.

## Gliederung
Zur Stadt-und-Land-Gemeinde Ostroróg gehören die Stadt selbst und 13 Dörfer mit Schulzenämtern:
| Name          | deutscher Name (1815–1918)                 | deutscher Name (1939–1945) |
| ------------- | ------------------------------------------ | -------------------------- |
| Bielejewo     | Bielejewo                                  | Bielejewo                  |
| Binino        | Binino                                     | Binin                      |
| Bobulczyn     | Bobulczyn                                  | (zu Bachfeld)              |
| Dobrojewo     | Dobrojewo                                  | Pfaffensee                 |
| Forestowo     | Forestowo                                  | Forestowo                  |
| Karolewo      | Karolewo                                   | Karolewo                   |
| Klemensowo    | Klemensowo                                 | Klemensowo                 |
| Kluczewo      | Gut Klutschewo                             | Steinort                   |
| Kluczewo-Huby | Klutschewo                                 | Steinort                   |
| Oporowo       | Oporowo                                    | Bachfeld                   |
| Ostroróg      | Scharfenort                                | Scharfenort                |
| Piaskowo      | Sandhofen                                  | Sandhofen                  |
| Rudki         | Rudki                                      | Lichtenberg                |
| Rudki-Huby    | Rudki Hauland                              | Lichtenberg Hauland        |
| Szczepankowo  | Szczepankowo Abbau 1908–1918 Stephanshofen | Stefanshofen               |
| Wielonek      | Wielonek                                   | Waldhau                    |
| Zapust        | Zapust                                     | Zapust                     |

## Söhne und Töchter (Auswahl)
- Stephan von Kwilecki (1839–1900), Politiker, Reichstagsabgeordneter